# Catalogo Numero Uno
Questa voce riporta il catalogo dei dischi pubblicati dalla Numero Uno.

## Discografia parziale
La datazione si basa sull'etichetta del disco, o sul vinile o, infine, sulla copertina, qualora nessuno di questi elementi avesse una datazione, viene seguita la numerazione del catalogo, se esistenti, sono segnati oltre all'anno il mese e il giorno (quest'ultimo dato si trova, a volte, stampato sul vinile).

### LP
| Numero di catalogo | Anno             | Interprete                                      | Titoli                                                              |
| ------------------ | ---------------- | ----------------------------------------------- | ------------------------------------------------------------------- |
| ZSKN 55002         | 1969             | Luisella Guidetti                               | ...e poi domani ancora                                              |
| ZSLN 55010         | 1970             | Formula 3                                       | Dies Irae                                                           |
| ZSLN 55011         | 1970             | Bruno Lauzi                                     | Bruno Lauzi                                                         |
| ZSLN 55012         | 1970             | Formula 3, Bruno Lauzi, Edoardo Bennato e altri | Collezione Numero Uno                                               |
| ZSLN 55013         | giugno 971       | Formula 3                                       | Formula 3                                                           |
| ZSLN 55014         | gennaio 972      | Luciano Noel Widerling                          | Viva la rosa                                                        |
| ZDLN 55015         | 1971             | Bruno Lauzi                                     | Amore caro amore bello.....                                         |
| ZSLN 55055         | febbraio 972     | Premiata Forneria Marconi                       | Storia di un minuto                                                 |
| ZSLN 55060         | 1972             | Lucio Battisti                                  | Umanamente uomo: il sogno                                           |
| ZSLN 55151         | settembre 972    | Adriano Pappalardo                              | Adriano Pappalardo                                                  |
| ZSLN 55152         | settembre 972    | Formula 3                                       | Sognando e risognando                                               |
| ZSLN 55153         | 1972             | Alberto Radius                                  | Radius                                                              |
| DZSLN 55154        | gennaio 973      | Oscar Prudente                                  | Un essere umano                                                     |
| DZSLN 55155        | dicembre 972     | Premiata Forneria Marconi                       | Per un amico                                                        |
| DZSLN 55156        | novembre 1972    | Lucio Battisti                                  | Il mio canto libero                                                 |
| ZSLN 55157         | 1972             | Bruno Lauzi                                     | Il teatro di Bruno Lauzi                                            |
| DZSLN 55653        | 1973             | Flora Fauna e Cemento                           | Flora Fauna e Cemento - Rock                                        |
| ZSLN 55654         | 1973             | Tony Renis                                      | Blu Gang - E vissero per sempre felici e ammazzati (colonna sonora) |
| DZSLN 55655        | giugno 973       | Formula 3                                       | La grande casa                                                      |
| DZSLN 55656        | 1973             | Acqua Fragile                                   | Acqua Fragile                                                       |
| DZSLN 55658        | 1973             | Bruno Lauzi                                     | Simon                                                               |
| DZSLN 55660        | 1973             | Lucio Battisti                                  | Il nostro caro angelo                                               |
| DZSLN 55661        | 1973             | Premiata Forneria Marconi                       | Photos of Ghosts                                                    |
| ZSLN 55662         | novembre 973     | Adriano Pappalardo                              | California no                                                       |
| ZSLN 55665         | Novembre 1973    | Isabella                                        | Bruno Lauzi presenta Isabella                                       |
| DZSLN 55666        | 1974             | Premiata Forneria Marconi                       | L'isola di niente                                                   |
| DZSLN 55667        | maggio 974       | Il Volo                                         | Il Volo                                                             |
| ZSLN 55668         | 1974             | Data                                            | Strada bianca                                                       |
| DZSLN 55669        | 1974             | Premiata Forneria Marconi                       | The World Became the World                                          |
| ZSLN 55670         | 1974             | AA.VV.                                          | Estate 1974 (raccolta)                                              |
| ZSLN 55673         | 1974             | Oscar Prudente                                  | Infinite fortune                                                    |
| ZSLN 55674         | 1974             | Bruno Lauzi                                     | Lauzi oggi                                                          |
| DZSLN 55675        | 1974             | Lucio Battisti                                  | Anima latina                                                        |
| DZSLN 55676        | 1974             | Premiata Forneria Marconi                       | Live in USA                                                         |
| ZSLN 55677         | 1975             | Toni Esposito                                   | Rosso napoletano                                                    |
| DZSLN 55679        | aprile 975       | Il Volo                                         | Essere o non essere? Essere! Essere! Essere!                        |
| ZSLN 55680         | 1975             | Bruno Lauzi                                     | Genova per noi                                                      |
| ZSLN 55681         | 1975             | Bruno Lauzi                                     | Quella gente là                                                     |
| ZSLN 55682         | 1975             | Bruno Lauzi                                     | L'amore sempre                                                      |
| ZSLN 55683         | 1976             | Gino D'Eliso                                    | Il mare                                                             |
| DZSLN 55684        | 1975             | Premiata Forneria Marconi                       | Chocolate Kings                                                     |
| ZSLN 55685         | 1976             | Lucio Battisti                                  | Lucio Battisti, la batteria, il contrabbasso, eccetera              |
| ZSLN 55686         | 1976             | Toni Esposito                                   | Processione sul mare                                                |
| ZSLN 55687         | 1976             | Ivan Graziani                                   | Ballata per 4 stagioni                                              |
| ZSLN 55689         | 1976             | Bruno Lauzi                                     | Johnny Bassotto, la tartaruga e altre storie                        |
| ZPLN 34004         | 1977             | Ivan Graziani                                   | I lupi                                                              |
| ZPLN 34006         | 1977             | Lucio Battisti                                  | Io tu noi tutti                                                     |
| ZPLN 34014         | 1977             | Bruno Lauzi                                     | Persone                                                             |
| ZPLN 34015         | 1977             | Toni Esposito                                   | Gente distratta                                                     |
| ZPLN 34028         | 1978             | Ivan Graziani                                   | Pigro                                                               |
| ZPLN 34036         | 1978             | Lucio Battisti                                  | Una donna per amico                                                 |
| ZPLN 34044         | 1978             | Brunello Tavernese                              | Marea                                                               |
| ZPLN 34050         | 1978             | Bruno Lauzi                                     | Alla grande...                                                      |
| ZPLN 34055         | 1979             | Ivan Graziani                                   | Agnese dolce Agnese                                                 |
| ZPLN 34063         | 1977             | Elektroshock                                    | Asylum                                                              |
| ZPLN 54074         | 1979             | Mango                                           | Arlecchino                                                          |
| ZPLN 34084         | 1980             | Lucio Battisti                                  | Una giornata uggiosa                                                |
| ZPLN 34091         | 1980             | Ivan Graziani                                   | Viaggi e intemperie                                                 |
| ZPLN 34092         | aprile 980       | Premiata Forneria Marconi                       | Suonare suonare                                                     |
| ZPLN 34138         | 1981             | Ivan Graziani                                   | Seni e coseni                                                       |
| ZPLN 34140         | giugno 1981      | Premiata Forneria Marconi                       | Come ti va in riva alla città                                       |
| ZPLN 34161(2)      | 1982             | Premiata Forneria Marconi                       | Performance (Probabilmente uscita posticipata al 1982)              |
| ZPLN 34162         | 1982             | Lucio Battisti                                  | Greatest hits                                                       |
| ZPLN 34165         | 1981             | Adriano Pappalardo                              | Immersione                                                          |
| ZPLN 34166(2)      | 1982             | Ivan Graziani                                   | Parla tu (Probabilmente uscita posticipata al 1982)                 |
| ZPLN 34179         | 1983             | Bruno Lauzi                                     | Palla al centro                                                     |
| ZPLN 34182         | 1982             | Lucio Battisti                                  | E già                                                               |
| ZPLN 34183         | 1983             | Di Cioccio/Mussida/PFM/Tarot                    | Attila, Flagello di Dio                                             |
| ZPLN 34192         | 1983             | Ivan Graziani                                   | Ivan Graziani                                                       |
| ZPLN 34202         | settembre 983    | Adriano Pappalardo                              | Oh! Era ora                                                         |
| ZL 70348           | 1984             | Ivan Graziani                                   | Nove                                                                |
| PL 70434           | 1984 (?)         | Lucio Battisti                                  | Sì, viaggiare... 1972 - 1977                                        |
| ZL 70442           | 1984             | Premiata Forneria Marconi                       | PFM? PFM!                                                           |
| ZL 70643           | 1985             | Ivan Graziani                                   | I grandi successi di Ivan Graziani                                  |
| PL 70741           | 1985 (?)         | Lucio Battisti                                  | Sì, viaggiare... 1976 - 1982                                        |
| PL 70991           | 1986             | Lucio Battisti                                  | Don Giovanni                                                        |
| PL 71037           | 1986             | Ivan Graziani                                   | Piknic                                                              |
| PL 71850           | 1988             | Lucio Battisti                                  | L'apparenza                                                         |
| NL 74479           | 1990 (?)         | Bruno Lauzi                                     | L'album di Bruno Lauzi (cofanetto di 3 LP)                          |
| PL 74588           | 1990             | Formula 3                                       | Formula Tre 1990                                                    |
| 74321 11941 1      | 1992             | Lucio Battisti                                  | Cosa succederà alla ragazza                                         |
| 74321 22916-2      | 29 settembre 994 | Lucio Battisti                                  | Hegel                                                               |

### Stereo8
| Numero di catalogo | Anno          | Interprete         | Titoli                    |
| ------------------ | ------------- | ------------------ | ------------------------- |
| Z8SN 80007         | 1970          | Bruno Lauzi        | Bruno Lauzi               |
| Z8SN 80019         | giugno 971    | Formula 3          | Formula 3                 |
| Z8SN 55060         | 1972          | Lucio Battisti     | Umanamente uomo: il sogno |
| Z8SN 55151         | settembre 972 | Adriano Pappalardo | Adriano Pappalardo        |
| Z8SN 55152         | settembre 972 | Formula 3          | Sognando e risognando     |
| Z8SN 55153         | 1972          | Alberto Radius     | Radius                    |
| Z8SN 55156         | 1972          | Lucio Battisti     | Il mio canto libero       |
| Z8SN 55655         | 1973          | Formula 3          | La grande casa            |
| Z8SN 55660         | 1973          | Lucio Battisti     | Il nostro caro angelo     |
| Z8SN 55667         | maggio 974    | Il Volo            | Il Volo                   |
| Z8SN 55675         | 1974          | Lucio Battisti     | Anima latina              |

### Musicassette
| Numero di catalogo | Anno          | Interprete         | Titoli                    |
| ------------------ | ------------- | ------------------ | ------------------------- |
| ZSKN 55010         | 1970          | Formula 3          | Dies irae                 |
| ZKN 80007          | 1970          | Bruno Lauzi        | Bruno Lauzi               |
| ZKN 80019          | giugno 971    | Formula 3          | Formula 3                 |
| ZKN 55060          | 1972          | Lucio Battisti     | Umanamente uomo: il sogno |
| ZKN 55151          | settembre 972 | Adriano Pappalardo | Adriano Pappalardo        |
| ZKN 55152          | settembre 972 | Formula 3          | Sognando e risognando     |
| ZKN 55156          | 1972          | Lucio Battisti     | Il mio canto libero       |
| ZKN 55153          | 1972          | Alberto Radius     | Radius                    |
| ZKN 55660          | 1973          | Lucio Battisti     | Il nostro caro angelo     |
| DZKN 55667         | maggio 974    | Il Volo            | Il Volo                   |
| ZkN 55675          | 1974          | Lucio Battisti     | Anima latina              |

### 45 giri
| Numero di catalogo | Anno          | Interprete                                                  | Titoli                                                                                   |
| ------------------ | ------------- | ----------------------------------------------------------- | ---------------------------------------------------------------------------------------- |
| ZN 50001           | settembre 969 | Formula 3                                                   | Questo folle sentimento/Avevo una bambola                                                |
| ZN 50002           | 1969          | Aldemaro Romero                                             | Tema d'amore dal film "Simon Bolivar"/De Prisa                                           |
| ZN 50003           | 1969          | La Verde Stagione                                           | La verde stagione/Lacrime sul cuscino                                                    |
| ZN 50004           | 1969          | Edoardo Bennato                                             | Marylou/La fine del mondo                                                                |
| ZN 50006           | 1969          | Anonima Sound                                               | Ombre vive/Girotondo impossibile                                                         |
| ZN 50007           | 1969          | Alpha Centauri                                              | Dai treno dai/Immagine bianca                                                            |
| ZN 50015           | 1969          | Tony Renis                                                  | L'aereo parte/Un ragazzo che ti ama                                                      |
| ZN 50016           | 1969          | Computers                                                   | Ragazzo solo, ragazza sola/Sheila                                                        |
| JBZN 50018         | 1969          | Computers/Tony Renis                                        | Ragazzo solo, ragazza sola/L'aereo parte (edizione per juke box)                         |
| ZN 50019           | 1970          | Tony Renis                                                  | Canzone blu/Dove sei stata Susy                                                          |
| ZJN 50020          | 1970          | Tony Renis/Edoardo Bennato                                  | Canzone blu/Marylou (edizione per juke box)                                              |
| ZJN 50021          | 1970          | Tony Renis/Anonima Sound                                    | Canzone blu/Ombre vive (edizione per juke box)                                           |
| ZN 50022           | giugno 970    | Annamaria Rame                                              | Un brivido/Un fiore nella notte                                                          |
| ZN 50023           | maggio 970    | Formula 3                                                   | Sole giallo, sole nero/Se non è amore cos'è                                              |
| ZN 50024           | 1970          | Edoardo Bennato                                             | 941/Vince sempre l'amore                                                                 |
| ZN 50025           | giugno 970    | Bruno Lauzi                                                 | Mary oh Mary/...e penso a te                                                             |
| ZN 50026           | 1970          | Magnetic Workers                                            | L'ultimo caffè/Blu notte blu                                                             |
| ZN 50027           | 1970          | Peter                                                       | Peace/Values                                                                             |
| JBZN 50028         | 1970          | Formula 3/Edoardo Bennato                                   | Se non è amore cos'è/1941 (edizione per juke box)                                        |
| JBZN 50029         | 1970          | Bruno Lauzi                                                 | Mary oh Mary/...E penso a te (edizione per juke box)                                     |
| ZN 50030           | 1970          | Flora Fauna Cemento                                         | Superstar/Il ponte                                                                       |
| ZN 50031           | 1970          | La Verde Stagione                                           | Milioni di domande/Come una rondine                                                      |
| ZN 50032           | 1970          | Computers                                                   | Bella/Tempo di rose                                                                      |
| ZN 50033           | 1970          | Jumbo                                                       | In estate/Due righe da te                                                                |
| ZN 50034           | 1970          | Tony Renis                                                  | Venere/Amami per favore                                                                  |
| ZN 50035           | ottobre 970   | Formula 3                                                   | Io ritorno solo/Nanananò                                                                 |
| ZN 50100           | novembre 970  | Sara                                                        | Uomini/Perché dovrei                                                                     |
| JBZN 50101         | 1970          | Flora Fauna Cemento                                         | Superstar/Il ponte (edizione per juke box)                                               |
| JBZN 50102         | 1970          | La Verde Stagione                                           | Milioni di domande/Come una rondine (edizione per juke box)                              |
| ZJN 50103          | 1970          | Computers/Peter                                             | Bella/Peace (edizione per juke box)                                                      |
| ZN 50104           | 1970          | Jumbo                                                       | Montego Bay/Due righe da te                                                              |
| ZN 50105           | 1970          | Bruno Lauzi                                                 | Lucy l'ortopedica/Se tu sapessi                                                          |
| ZN 50106           | novembre 970  | Bruno Lauzi                                                 | Ti ruberò/Il bene di luglio                                                              |
| ZN 50107           | novembre 970  | Bruno Lauzi                                                 | E dicono/La casa nel parco                                                               |
| ZN 50108           | dicembre 970  | Magnetic Workers                                            | Bella pupa/Cuore, oggi non si muore                                                      |
| ZN 50109           | dicembre 970  | Magnetic Workers                                            | Due righe da te/Giusy                                                                    |
| ZN 50110           | 1970          | Magnetic Workers                                            | Le tue illusioni/Fiori nell'anima                                                        |
| ZN 50111           | 1970          | Magnetic Workers                                            | La speranza/Questo è amore                                                               |
| ZJN 50112          | 1970          | Tony Renis/Sara                                             | Venere/Perché dovrei (edizione per juke box)                                             |
| ZN 50113           | gennaio 971   | Bruno Lauzi                                                 | E dicono/...e poi morire...                                                              |
| ZJN 50114          | 1971          | Bruno Lauzi                                                 | E poi morire/Le bigotte (edizione per juke box)                                          |
| ZN 50115           | febbraio 971  | Formula 3                                                   | La folle corsa/La folle corsa (parte II)                                                 |
| ZN 50116           | maggio 971    | Oscar Prudente                                              | Rose bianche rose gialle i colori le farfalle/Davanti al mare                            |
| ZN 50117           | maggio 971    | Formula 3                                                   | Nessuno nessuno/Eppur mi son scordato di te                                              |
| ZN 50118           | 1971          | Computers                                                   | Maena/Più in là                                                                          |
| ZN 50119           | 1971          | Antonella Bottazzi                                          | Un cantico per frate Francesco/Ballata del porco                                         |
| ZN 50120           | maggio 971    | Bruno Lauzi                                                 | Amore caro, amore bello/La casa nel parco                                                |
| ZN 50121           | 1971          | La Verde Stagione                                           | Senza Elisa/Stella stella                                                                |
| ZN 50122           | giugno 971    | Flora Fauna Cemento                                         | Un papavero/In America                                                                   |
| ZN 50123           | 1971          | Edoardo Bennato                                             | Good-bye Copenaghen/Marjorie                                                             |
| ZN 50124           | 1971          | Mario Berto                                                 | Un altro mondo/Nato ricco                                                                |
| ZN 50125           | giugno 971    | Adriano Pappalardo                                          | Una donna/Il bosco no                                                                    |
| ZN 50126           | ottobre 971   | Premiata Forneria Marconi                                   | La carrozza di Hans/Impressioni di settembre                                             |
| ZJN 50127          | 1971          | Bruno Lauzi/Computers                                       | Amore caro, amore bello/Maena (edizione per juke box)                                    |
| ZJN 50128          | 1971          | Formula 3/Oscar Prudente                                    | Nessuno nessuno/Rose bianche, rose gialle, i colori, le farfalle (edizione per juke box) |
| ZJN 50129          | 1971          | Formula 3/Adriano Pappalardo                                | Eppur mi son scordato di te/Una donna (edizione per juke box)                            |
| ZJN 50130          | 1971          | Bruno Lauzi/Flora Fauna Cemento                             | Amore caro, amore bello/Un papavero (edizione per juke box)                              |
| ZN 50131           | ottobre 971   | Oscar Prudente                                              | Il mondo di frutta candita/Come i treni                                                  |
| ZN 50132           | ottobre 971   | Lucio Battisti                                              | La canzone del sole/Anche per te                                                         |
| ZN 50133           | novembre 971  | Bruno Lauzi                                                 | L'aquila/Devo assolutamente sapere                                                       |
| ZN 50134           | 1971          | Luciano Noel Winderling                                     | Viva la rosa/Quando in chiesa                                                            |
| ZN 50135           | 1971          | Bruno Lauzi                                                 | Quattro milioni di anni fa/Il coniglio rosa (promozionale)                               |
| ZN 50136           | 1971          | Bruno Lauzi                                                 | Il costruttore/Un buon matrimonio (promozionale)                                         |
| ZJN 50137          | 1971          | Bruno Lauzi/Edoardo Bennato                                 | L'aquila/Good-bye Copenaghen (edizione per juke box)                                     |
| ZN 50138           | 1972          | Jungle's Men/Complesso caratteristico "La Racchia"          | Jungle's Mandolino (parte 1)/Jungle's Mandolino (parte 2)                                |
| ZN 50139           | marzo 972     | Sara                                                        | Io mamma/Ti perdono                                                                      |
| ZN 50140           | marzo 972     | Adriano Pappalardo                                          | È ancora giorno/Senza anima                                                              |
| ZN 50141           | 1972          | La Verde Stagione                                           | L'onestà/Al nord                                                                         |
| ZN 50142           | 1972          | Demetrio Stratos                                            | Daddy's dream/Since you've been gone                                                     |
| ZN 50143           | 1972          | Mario Tessuto                                               | Un attimo del giorno/Paesi, volti e immagini                                             |
| ZN 50144           | 1972          | Lucio Battisti                                              | I giardini di marzo/Comunque bella                                                       |
| ZN 50145           | 1972          | Tony Renis                                                  | Un uomo tra la folla/Grande grande grande                                                |
| ZJN 50146          | 1972          | Lucio Battisti/Sara                                         | I giardini di marzo/Io mamma (edizione per juke box)                                     |
| ZN 50147           | maggio 972    | Flora Fauna Cemento                                         | Mondo blu/Fuori piove, riscaldami tu                                                     |
| ZN 50148           | maggio 972    | Formula 3                                                   | Storia di un uomo e una donna/Sognando e risognando                                      |
| ZN 50149           | 1972          | Mario Berto                                                 | Il mulino/Le tue illusioni                                                               |
| JBZN 50150         | 1972          | Adriano Pappalardo/Formula 3                                | È ancora giorno/Sognando e risognando (edizione per juke box)                            |
| ZJN 50151          | 1972          | Tony Renis/Mario Tessuto                                    | Un uomo tra la folla/Un attimo del giorno (edizione per juke box)                        |
| ZJN 50260          | 1972          | Formula 3/La Verde Stagione                                 | Storia di un uomo e una donna/L'onestà (edizione per juke box)                           |
| ZN 50261           | 1972          | Lucio Battisti                                              | Innocenti evasioni/Il leone e la gallina                                                 |
| JBZN 50262         | 1972          | Lucio Battisti/Flora Fauna Cemento                          | Innocenti evasioni/Mondo blu (edizione per juke box)                                     |
| JBZN 50263         | 1972          | Lucio Battisti/Formula 3                                    | Innocenti evasioni/Storia di un uomo e una donna (edizione per juke box)                 |
| ZN 50264           | ottobre 972   | Adriano Pappalardo                                          | Segui lui/Problemi di coscienza                                                          |
| ZN 50265           | ottobre 972   | Bruno Lauzi                                                 | Sotto il carbone/Il mondo cambia colori                                                  |
| JBZN 50266         | 1972          | Bruno Lauzi/Adriano Pappalardo                              | Sotto il carbone/Segui lui (edizione per juke box)                                       |
| ZN 50267           | 1972          | Lucio Battisti                                              | Il mio canto libero/Confusione                                                           |
| ZN 50269           | dicembre 972  | Oscar Prudente                                              | Oè-oà/Gesù Cristo se nascesse ora                                                        |
| JBZN 50270         | 1972          | Formula 3/Premiata Forneria Marconi                         | Aeternum/Il banchetto (edizione per juke box)                                            |
| JBZN 50300         | 1973          | Lucio Battisti/Oscar Prudente                               | Io vorrei, non vorrei, ma se vuoi/Oè oà (edizione per juke box)                          |
| ZN 50301           | 1973          | Flora Fauna Cemento                                         | La nostra piccola canzone/Forse domani                                                   |
| ZN 50302           | 1973          | Mario Tessuto                                               | Giovane amore/Fiumi di rose rosse                                                        |
| ZN 50303           | 1973          | Formula 3                                                   | La ciliegia non è di plastica/Cara Giovanna                                              |
| ZN 50304           | 1973          | Adriano Pappalardo                                          | Come bambini/Tu                                                                          |
| ZN 50305           | 1973          | Eugenio Finardi                                             | Spacey Stacey/Hard Rock Honey                                                            |
| JBZN 50307         | 1973          | Adriano Pappalardo/Flora Fauna Cemento                      | Come bambini/La nostra piccola canzone (edizione per juke box)                           |
| ZN 50308           | 1973          | Marva Jan Marrow                                            | Louisandella/Go Man                                                                      |
| ZN 50309           | 1973          | Marva Jan Marrow (sul lato A) / Umberto Tozzi (sul lato B)  | Go Man/Incontro d'amore                                                                  |
| ZN 50310           | 1973          | Lucio Battisti                                              | Io vorrei... non vorrei... ma se vuoi.../Vento nel vento                                 |
| ZN 50311           | 1973          | Jungle's men                                                | Mondo baffo/Pearly Peter                                                                 |
| ZN 50316           | 1973          | Lucio Battisti                                              | La collina dei ciliegi/Il nostro caro angelo                                             |
| ZN 50317           | 1973          | Formula 3                                                   | Rapsodia di Radius/Bambina sbagliata                                                     |
| ZN 50318           | 1973          | Bruno Lauzi                                                 | Storia di due imbecilli/Canzone italiana (promozionale)                                  |
| JBZN 50319         | 1973          | Lucio Battisti                                              | Il nostro caro angelo/La collina dei ciliegi (edizione per juke box)                     |
| JBZN 50320         | 1973          | Formula 3                                                   | Rapsodia di Radius/Bambina sbagliata (edizione per juke box)                             |
| ZN 50321           | novembre 973  | Marva Jan Marrow                                            | Our Dear Angel/Go Man                                                                    |
| JBZN 50322         | 1973          | Lucio Battisti (sul lato A) / Marva Jan Marrow (sul lato B) | Ma è un canto brasileiro/Our Dear Angel (edizione per juke box)                          |
| ZN 50323           | 1973          | Adriano Pappalardo                                          | California no/Tu lo puoi                                                                 |
| ZN 50325           | 1974          | Bruno Lauzi                                                 | La memoria di quei giorni/Se una donna non va (promozionale)                             |
| ZN 50326           | 1974          | Premiata Forneria Marconi                                   | Dolcissima Maria/Via Lumière                                                             |
| ZN 50327           | 1974          | Bruno Lauzi                                                 | Molecole/La memoria di quei giorni                                                       |
| ZN 50329           | 1974          | Flora Fauna Cemento                                         | Congresso di filosofia/Stereotipati noi                                                  |
| ZN 50330           | 1974          | Data                                                        | Compleanno/Attore di varietà                                                             |
| JBZN 50331         | 1974          | Il Volo/Premiata Forneria Marconi                           | Il calore umano/Four Holes in the Ground (edizione per juke box)                         |
| ZN 50332           | 1974          | Oscar Prudente                                              | Solo no/Infinite fortune                                                                 |
| ZN 50333           | 1974          | Bruno Lauzi                                                 | Passa il tempo/Onda su onda                                                              |
| ZN 50334           | 1974          | Adriano Pappalardo                                          | Pensaci/Isole azzurre                                                                    |
| ZN 50335           | 1974          | Lucio Battisti                                              | Due mondi/Abbracciala abbracciali abbracciati (promozionale)                             |
| JBZN 50335         | 1974          | Lucio Battisti                                              | Due mondi/Abbracciala abbracciali abbracciati (edizione per juke box)                    |
| JBZN 50336         | 1974          | Oscar Prudente/Il Volo                                      | Infinite fortune/Come una zanzara (edizione per juke box)                                |
| JBZN 50337         | 1974          | Bruno Lauzi/Adriano Pappalardo                              | Passa il tempo/Isole azzurre (edizione per juke box)                                     |
| ZN 50338           | 1975          | Marva Jan Marrow                                            | Feedin' on Dreams/Phoenix                                                                |
| ZN 50339           | 1975          | Il Volo                                                     | Gente in amore/Medio Oriente 249.000 tutto compreso (promozionale)                       |
| ZN 50340           | 1975          | Bruno Lauzi                                                 | Genova per noi/Vicoli                                                                    |
| ZN 50341           | 1975          | Tony Esposito                                               | Danza dei bottoni/L'eroe di plastica                                                     |
| ZN 50342           | 1975          | Premiata Forneria Marconi                                   | Chocolate Kings/Harlequin                                                                |
| ZN 50343           | 1975          | Bruno Lauzi                                                 | La tartaruga/Al pranzo di gala di Babbo Natale                                           |
| ZN 50344           | 1976          | Gino D'Eliso                                                | Il mare/Emilio barbone                                                                   |
| ZN 50345           | 1976          | Lucio Battisti                                              | Ancora tu/Dove arriva quel cespuglio                                                     |
| ZN 50346           | gennaio 976   | Bruno Lauzi                                                 | Un uomo che ti ama/In campagna                                                           |
| ZN 50347           | 1976          | Tony Esposito                                               | Processione sul mare/Mercato di stracci                                                  |
| JBZN 50348         | 1976          | Lucio Battisti                                              | Ancora tu/Dove arriva quel cespuglio (edizione per juke box)                             |
| ZN 50349           | 1976          | Ivan Graziani                                               | Ballata per quattro stagioni/E sei così bella                                            |
| ZN 50350           | 1976          | Blu                                                         | Sposo mio/Amore vivo                                                                     |
| ZN 50351           | 1976          | Mara Cubeddu                                                | Rinascerò libera/Sognare... poi volare                                                   |
| JBZN 50352         | 1976          | Lucio Battisti/Blu                                          | La compagnia/Sposo mio (edizione per juke box)                                           |
| JBZN 50353         | 1976          | Lucio Battisti/Ivan Graziani                                | Il veliero/E sei così bella (edizione per juke box)                                      |
| ZN 50354           | 1976          | Mara Cubeddu                                                | Come una bambolina/Ragazzo di strada                                                     |
| ZBN 7000           | 1977          | The Apes                                                    | Ricordando King Kong/Ricordando King Kong (strumentale)                                  |
| ZBN 7001           | 1977          | Ivan Graziani                                               | I lupi/Lugano addio                                                                      |
| ZBN 7004           | 1977          | Lucio Battisti                                              | Amarsi un po'/Sì, viaggiare                                                              |
| ZBN 7010           | 1977          | Bruno Lauzi                                                 | Incantesimo/Acontentase                                                                  |
| ZBN 7015           | 1977          | Manrico Mologni                                             | Vorrei dimenticarti/Ma che serata                                                        |
| ZBN 7021           | 1977          | Premiata Forneria Marconi                                   | Traveler/Cerco la lingua                                                                 |
| ZBJN 7022          | 1977          | Lucio Battisti                                              | Only/The Only Thing I've Lost (edizione per juke box)                                    |
| ZBN 7025           | 1977          | Mango                                                       | Fili d'aria/Quasi amore                                                                  |
| ZBN 7026           | 1977          | Mara Cubeddu                                                | Mi prenderai...ti prenderò/Piccoli amori                                                 |
| ZBN 7033           | 1977          | Bruno Lauzi                                                 | Adriano/Io canterò politico                                                              |
| ZBN 7041           | 1978          | Ivan Graziani                                               | Pigro/Paolina                                                                            |
| ZBN 7052           | 1978          | Mango                                                       | Una danza/Non aspettarmi                                                                 |
| ZBN 7055           | 1978          | Bruno Lauzi                                                 | Ah... l'amore/Sconosciuto amore mio                                                      |
| ZBN 7056           | 1978          | Manrico Mologni                                             | Hai rubato la mia moto/Rossana                                                           |
| ZBN 7100           | 1978          | Bruno Tavernese                                             | Lou/Marea                                                                                |
| ZBN 7108           | 1978          | Le Mele Verdi                                               | Il pelo nell'uovo/Dormi... (Fiaba della principessa e del cavaliere)                     |
| ZBN 7110           | 1978          | Lucio Battisti                                              | Una donna per amico/Nessun dolore                                                        |
| ZBN 7115           | 1979          | Ivan Graziani                                               | Agnese (Giochi nelle strade)/Agnese (Giochi nelle strade) (promozionale)                 |
| ZBN 7119           | 1979          | Manrico Mologni                                             | E allora ciao/Ma tu mi vuoi                                                              |
| ZBN 7123           | 1979          | Ivan Graziani                                               | Agnese/Taglia la testa al gallo                                                          |
| ZBN 7124           | 1979          | Bruno Lauzi                                                 | Canzone d'amore/Canzone d'amore (promozionale)                                           |
| ZBN 7125           | 1979          | Bruno Lauzi                                                 | Canzone d'amore/L'uomo bamba                                                             |
| ZBN 7136           | 1979          | Tiziana Pini                                                | In paradiso e torno/Dormi                                                                |
| ZBN 7139           | 1979          | Lino Toffolo                                                | Centomila perché/Andiamo a ballare                                                       |
| ZBN 7147           | 1979          | Ben Richardson                                              | Sky driver/Driver II                                                                     |
| ZDN 7148           | 1979          | Ben Richardson                                              | Sky Driver/Driver II (Formato Disco Mix)                                                 |
| ZBN 7154           | 1979          | Mango                                                       | Angela ormai/L'acquazzone                                                                |
| ZBN 7157           | 1979          | Bruno Tavernese                                             | E mi rimani/Un amore mancato                                                             |
| ZBN 7178           | 1980          | Lucio Battisti                                              | Una giornata uggiosa/Con il nastro rosa                                                  |
| ZBN 7179           | 1980          | Bruno Lauzi                                                 | Ieri/Mentre ti penso                                                                     |
| ZBN 7188           | 1980          | Donno                                                       | È l'aurora/No, stella no                                                                 |
| ZBN 7193           | 1980          | Ivan Graziani                                               | Firenze (canzone triste)/Angelina                                                        |
| ZBN 7214           | 1981          | Hunka Munka                                                 | Dolce mela/Sull'aeroplano                                                                |
| ZBN 7222           | 1981          | Ivan Graziani                                               | Pasqua/Oh mamma mia                                                                      |
| ZBN 7225           | 1981          | Bruno Lauzi                                                 | Il vecchiaccio/Ci si innamora                                                            |
| ZBN 7229           | 1981          | Premiata Forneria Marconi                                   | Come ti va/Chi ha paura della notte?                                                     |
| ZBN 7247           | 1982          | Bruno Lauzi                                                 | Nel duemila/Babbo blu                                                                    |
| ZBN 7258           | 1982          | Adriano Pappalardo                                          | Giallo uguale sole/Risalendo la sagola                                                   |
| ZBN 7259           | 1982          | Ivan Graziani                                               | Parla tu/Fuoco sulla collina                                                             |
| JZBN 7262          | 1982          | Ivan Graziani/Adriano Pappalardo                            | Parla tu/Giallo uguale sole (edizione per juke box)                                      |
| ZBN 7286           | 1982          | Italian Boys                                                | Italian Boys (Parte 1)/Italian Boys (Parte 2)                                            |
| ZBN 7287           | 1982          | Lucio Battisti                                              | E già/Straniero                                                                          |
| JZBN 7293          | 1982          | Lucio Battisti                                              | E già/Straniero (edizione per juke box)                                                  |
| ZBN 7303           | 1982          | Jerry Calà                                                  | Vado a vivere da solo (parte 1)/(parte 2)                                                |
| ZBN 7304           | 1983          | Franz Di Cioccio e Franco Mussida                           | Attila (versione barbara)/Attila (versione strumentale)                                  |
| ZBN 7314           | 1983          | Bruno Lauzi                                                 | L'ufficio in riva al mare/Con lei                                                        |
| ZBN 7321           | 1983          | Dik Dik                                                     | L'amico mio/Compagnia                                                                    |
| ZBN 7324           | 1983          | Lama                                                        | Love on the rocks/Nineteen Ninety Three                                                  |
| ZCN 7325           | 1983          | Lama                                                        | Love on the Rocks/Nineteen Ninety Three                                                  |
| ZBN 7326           | 1983          | Charlie e Ciaz                                              | Se tu vuoi/Se tu vuoi (strumentale)                                                      |
| ZBN 7336           | 1983          | Riccardo Borghetti                                          | Il sole brucia/Allez garçons le jeux sont faits                                          |
| ZBN 7339           | 1983          | Adriano Pappalardo                                          | Oh! Era ora/Signorina                                                                    |
| ZBN 7366           | 1984          | Bruno Lauzi                                                 | Sfera/L'infinito                                                                         |
| ZBN 7373           | 1984          | Ivan Graziani                                               | Limiti (affari d'amore)/Geraldine                                                        |
| PB 6803            | 1985          | Ivan Graziani                                               | Franca ti amo/Vento caldo                                                                |
| PB 7539            | 1985          | Bruno Lauzi                                                 | Buon Natale - (promozionale, a una sola facciata)                                        |